# Chiesa di Sant'Agata (Imola)
La chiesa di Sant'Agata è una tra le più antiche chiese in Imola, sorta lungo la via Gambellara (oggi via Cavour 71) uno dei decumani minori. È dedicata alla martire siciliana Agata, morta durante la persecuzione dell'imperatore Decio nel 251.

## Storia
Documenti notarili del 1146 attestano l'esistenza di una “canonica Virginis S. Agathae”; un atto del 1167 cita il primo parroco conosciuto, Giovanni: un secondo, Rolando, è citato nel 1202 e del 1248 si conosce il nome del cappellano, Bartolomeo. Dal 1292 viene indicato al presbitero la qualifica di rettore, titolo mantenuto nei secoli: con tale nome si indica un sacerdote che ha tra i suoi principali compiti la cura delle anime e che solo con il concilio di Trento viene indicato con il termine parroco: si può quindi stabilire che in tale data, sotto la guida del rettore Nicolò, la chiesa è parrocchia. Stretti sono i rapporti con la vicina abbazia di Santa Maria in Regola, da cui provengono alcuni rettori. Un documento del 1465 attesta l'annuale processione per la festa della patrona dalla cattedrale della città San Cassiano alla chiesa di Sant'Agata e ritorno, rivelando una notevole partecipazione popolare, indicante un culto ben radicato nel territorio.
Nel 1594, dopo una permanenza ospiti di alcune famiglie di Imola, con il consenso del vescovo della città Alessandro Musotti, si stabiliscono definitivamente in Sant'Agata i Padri Gesuiti, padre Bernardino Merenda con due confratelli che subito elaborano la costruzione di una nuova chiesa, su progetto del maestro Giorgio Soldati, architetto della Compagnia di Gesù. I lavori, iniziati nel 1603, consentono l'apertura al culto con la consacrazione dell'altare e la celebrazione della messa il 4 febbraio 1606; nel 1620 la chiesa è ultimata insieme al campanile e alla sacrestia. I Gesuiti si accingono a costruire anche il convento adiacente alla chiesa, con funzione di scuola, collegio e abitazione dei padri, demolendo l'antica chiesa: essi diventano così gli educatori della gioventù imolese, le cui famiglie partecipano alle spese di costruzione con generose elargizioni. Nel 1624 la comunità gesuita conta nove membri, presiede tre congregazioni laicali (dei nobili, degli artisti e delle scuole), si occupa di predicazione, confessione, consulenza teologica ai sacerdoti diocesani e insegnamento della dottrina ai fanciulli. Gli insegnamenti tenuti nella scuola, articolata in scuoletta per i corsi ai fanciulli e in scuola maggiore, vertono su grammatica, umanità, retorica, teologia e filosofia. Con l'arrivo dei Gesuiti, Sant'Agata cessa di essere parrocchia, titolo passato alla vicina chiesa di San Leonardo.
Nel 1652 ai padri viene affidata dal consiglio cittadino la gestione della scuola pubblica, gestione che, pur proseguendo con interruzioni fino allo scioglimento della Compagnia nel secolo successivo, diede origine a diversi attriti con l'Autorità pubblica.

Nel convento, durante il ‘700 furono ampliati lo scalone e, su progetto di Cosimo Morelli, la libreria, aula a pianta quadrata decorata nella volta da pittori locali (Antonio Villa e Alessandro Della Nave), che in un inventario del 1773 contava circa 3000 volumi. 

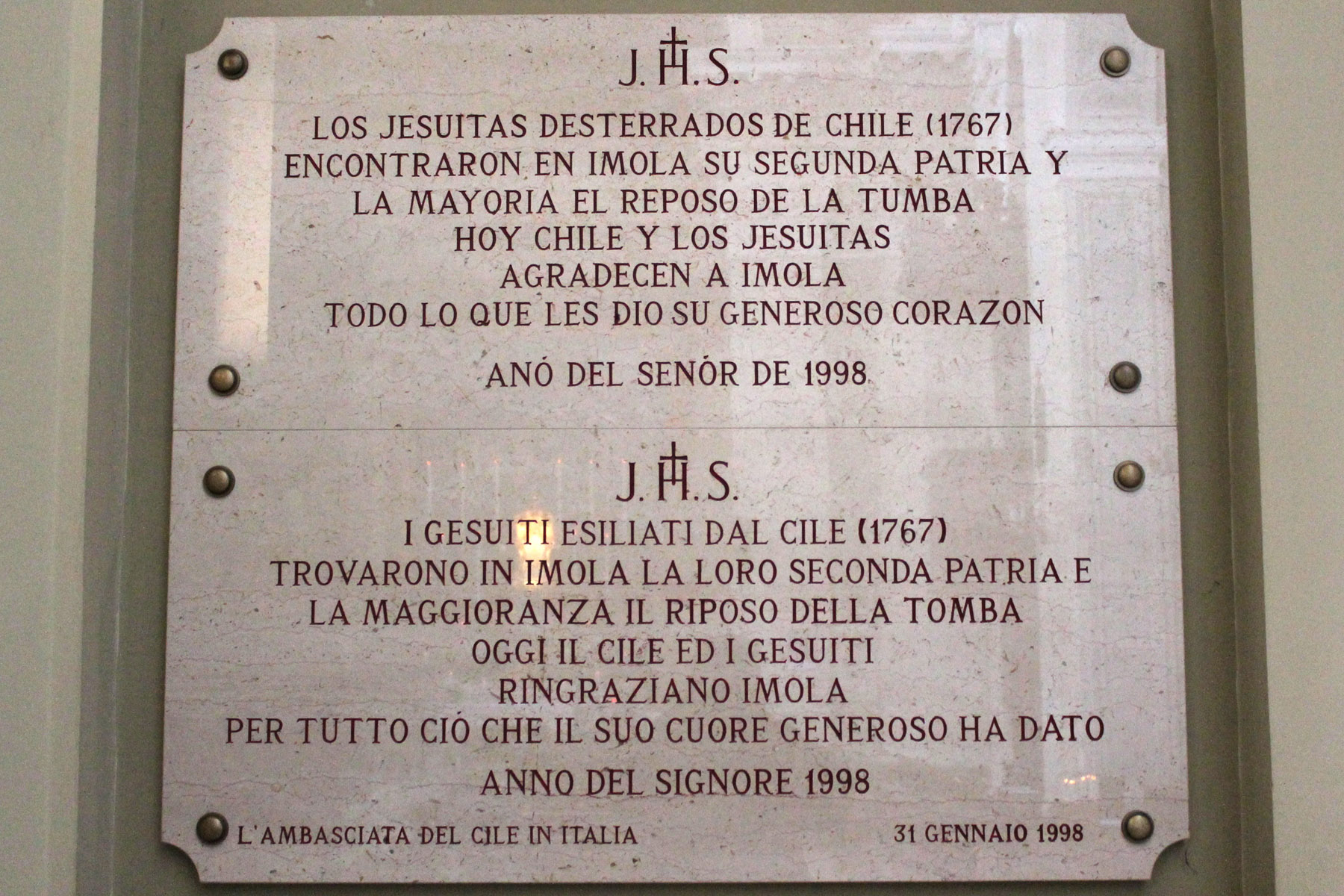
La lapide che ricorda l'accoglienza a Imola dei Gesuiti esuli dal Cile (1767)

Nel 1767 arrivano in Sant'Agata i Gesuiti espulsi dalle colonie dell'America centromeridionale (cileni, portoghesi e ispanoamericani), che si integrano nel tessuto cittadino e ricoprono incarichi di insegnanti presso le scuole. Alcuni elenchi parlano di circa 260 esuli; non tutti prendono dimora nel collegio agatino, la maggior parte affitta appartamenti in case di famiglie nobili nel territorio della parrocchia di San Leonardo ove si trova la chiesa di Sant'Agata, case che ancora oggi recano stemmi e formelle con l'emblema IHS e la scritta “Jesus Christus nobiscum state”.
Nel 1773, a seguito della soppressione della Compagnia di Gesù decisa da papa Clemente XIV, molti tra i Gesuiti accettano di entrare nel clero diocesano di Imola, mantenendo così vivo il radicamento nel territorio.
Scarne le notizie del periodo tra il 1773 e il 1806, anno in cui Sant'Agata diventa una delle quattro parrocchie (insieme a San Cassiano, San Nicolò e Santa Maria in Regola) volute dal governo napoleonico nella città di Imola; la parrocchia prende così il posto della precedente chiesa parrocchiale, San Leonardo, situata presso l'incrocio fra le attuali via Cavour e via Appia, in seguito demolita. La scuola, pubblica dopo la soppressione dell'Ordine dei Gesuiti, continua ad esistere seppure ridimensionata, mentre in parte del complesso vengono ospitati gli “Orfani Maschi e Mendicanti” della città. Il successivo degrado degli ambienti, l'aumentato numero degli alunni anche in seguito all'introduzione di nuovi corsi come quello di disegno e architettura, nel 1810 impongono il trasferimento delle scuole in locali pubblici più ampi e confortevoli, mentre gli orfani ivi rimangono fino al 1907, anno in cui i locali ritornano in toto alla parrocchia. A questo periodo risalgono le Pie Unioni di San Luigi Gonzaga, di Sant’Andrea e del Sacro Cuore di Gesù.
Al 1860 risalgono importanti ristrutturazioni nella chiesa, per opera dei parroci don Antonio Caroli e don Luigi Alpi.
Tra il 1863 e il 1866 la chiesa viene chiusa e occupata dall'esercito sabaudo che trasforma il complesso in gendarmeria.
Nel 1923 trova ospitalità nel complesso di Sant'Agata il nucleo originario delle piccole suore di Santa Teresa, sotto la guida di Maria Antonietta Zanelli, poi madre Maria, e di don Giuseppe Mazzanti.
Nel 1969 la zona a sud della ferrovia è stata unita alla parrocchia di Sant'Agata, che ha preso in carico anche la chiesa antica di San Giovanni Battista ubicata in via Callegherie: il territorio parrocchiale oggi è delimitato a sud dalla via Emilia, a est dalle parrocchie di Santa Maria in Regola e Santo Spirito, a nord dalla parrocchia di San Giovanni Nuovo e a ovest dalla parrocchia di Santa Maria in Valverde, con la quale oggi si attua l'unità pastorale introdotta dal vescovo, monsignor Tommaso Ghirelli, nel 2009.

## Descrizione
La facciata della chiesa è spoglia, in cotto e muratura, probabilmente incompleta.

La pianta dell'edificio risente delle semplificazioni formali tipiche delle chiese gesuitiche: è infatti del tipo a monoaula con pilastri di stile corinzio e decorata da sobri ornamenti barocchi, con una volta a botte, delimitata da arconi trasversali in corrispondenza dei muri portanti.

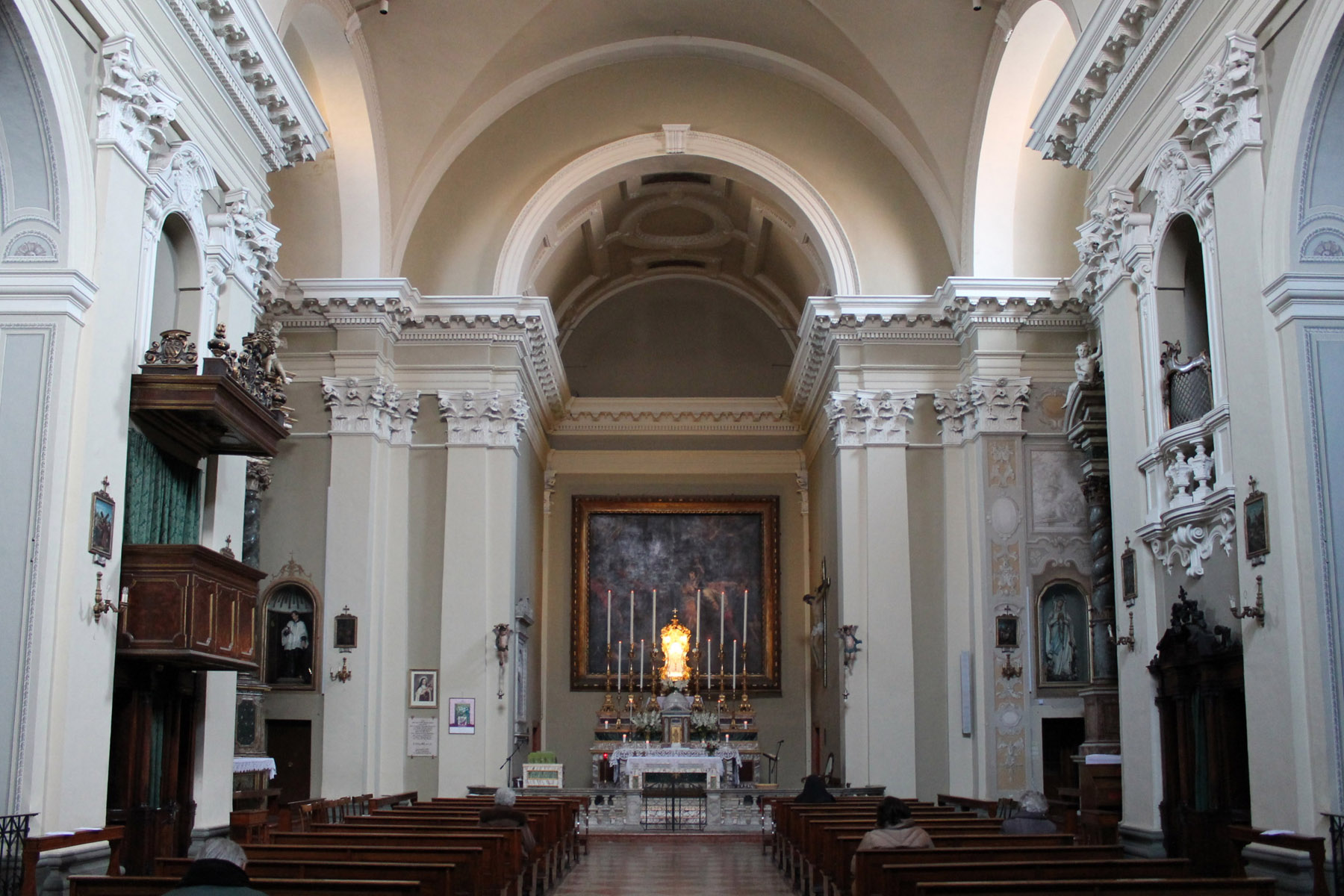
L'interno della chiesa

L'edificio ha il transetto inscritto, il presbiterio rettangolare e le cappelle laterali poco profonde con gli altari a diretto contatto con i fedeli. All'altezza del transetto la sala diventa il braccio anteriore di un sistema cruciforme che trova il suo elemento conclusivo nella zona del presbiterio rettangolare, sopraelevato di un gradino rispetto alla navata: si nota l'assenza del coro, secondo la Regola della Compagnia che abolisce la recita corale della preghiera. La volta all'incrocio tra navata e transetto è a crociera. Il pavimento è alla veneziana.
Le sei cappelle laterali si trovano due nel transetto e quattro nella navata; fra gli intenti dei Gesuiti vi era quello di sensibilizzare i fedeli alla venerazione dei Santi e in particolare della Madonna, secondo le indicazioni del Concilio di Trento. Le cappelle si alternano ai confessionali inglobati nei blocchi del basamento su cui poggiano i pilastri, secondo uno schema caratteristico delle chiese gesuitiche; collocati sopra ai confessionali, negli interpilastri, sono poi i coretti che si affacciano sulla navata con aperture ad arco, balaustre finemente decorate e gelosie in legno, che fungevano da elemento di congiunzione fra la chiesa e l'attiguo collegio consentendo ai padri gesuiti e agli studenti di assistere alle funzioni religiose direttamente dai corridoi del collegio.
La chiesa presenta, per ciò che riguarda la partitura degli ordini architettonici, lesene binate poco sporgenti e poggianti su un basso zoccolo tramite un basamento con modanature, coronate con capitelli corinzi che reggono la trabeazione costituita da un cornicione, decorato con dentelli e mensole, di notevole altezza e sporgenza. Molta importanza veniva data nelle chiese dei gesuiti alla luce: la chiesa di Sant'Agata è illuminata dall'alto da un ampio lunettone posto nella facciata, sotto cui oggi è situato l'organo del 1950 e da finestre poste su entrambi i lati, una per ogni campata, sopra la trabeazione.

### Cappelle laterali
Prima cappella a destra
II quadro raffigura La Beata Vergine e Santa Cecilia, opera del bolognese Lucio Massari (1569-1633) allievo del Carracci; sotto l'altare è deposto invece lo scheletro di S. Valentino martire, qui trasportato dalle catacombe romane.
Seconda cappella
Dedicata al Sacro Cuore di Maria, restaurata nel 1963. Alle pareti due tele raffiguranti San Gaetano da Tiene, di scuola emiliana della seconda metà del sec. XVII, e un'Annunciazione di scuola bolognese (forse attribuibile a Giuseppe Bartolini) della prima metà del sec. XVIII.
Terza cappella (transetto)
Dedicata a San Francesco Saverio. II quadro nel quale è raffigurato il santo gesuita è opera di Giacomo Cavedone (1577-1660), restaurato nel 1998. Gli affreschi in chiaroscuro sulle pareti laterali, tornati alla luce durante i restauri del 1991, sono di Giuseppe Bartolini (Imola, 1657-1725).
Presbiterio
Sulla parete di fondo vi è il grande quadro II martirio di Sant'Agata, dipinto da Lionello Spada (1576-1622), restaurato nel 1988.
Prima cappella a sinistra
Fonte battesimale posto nel 1964. Nella parete di fondo ammiriamo La Presentazione di Gesù al Tempio di Giacomo Bolognini (1664-1737), mentre in quelle laterali San Giovanni Nepomuceno e san Leonardo penitente di scuola locale del sec. XVIII.
Seconda cappella
Dedicata al Sacro Cuore di Gesù, restaurata nel 1963. Alle pareti Sant'Agostino e Santa Teresa d'Avila di Giacomo Bolognini, in belle cornici.
Terza cappella (transetto)
Dedicata a Sant'Ignazio di Loyola, fondatore dell'Ordine. II quadro che rappresenta il Santo e la SS.ma Trinità è opera di Giacomo Cavedone ed è stato restaurato nel 2000. Nel piccolo tronetto è conservata la maiolica raffigurante la Madonna della Vita, venerata dall'inizio del 1600 presso la Porta Appia, poi nella chiesa di San Leonardo, infine nel 1745 trasportata in Sant'Agata. Nel cartiglio sopra l'ancona, così come sulla balaustra dell'organo, compare il monogramma caro ai Gesuiti: IHS. Sul bel pulpito di legno si trova anche lo stemma della famiglia Troni, antichi benefattori della chiesa.

### Organo a canne
Sulla cantoria in controfacciata si trova l'organo a canne della chiesa, costruito nel 1950 da (manca autore). Lo strumento, originariamente a trasmissione pneumatica, è stato elettrificato nel 1981 ed è dotato di 13 registri su due manuali e pedale.